# 金属探知機
金属探知機（きんぞくたんちき）とは、電磁誘導を利用して金属の有無を探知する機器である。

## 概要
今日では地雷原において地中に埋設されている地雷の探知、空港や港湾などにおけるナイフや銃器の探知、地理学探査、考古学探査そして宝探し（トレジャーハンティング）などにおいて広く活用されている。また衣料品や食品加工などの金属を含まないはずの工業製品における異物の探査、建物の鉄骨や鋳鉄管（水道管や下水管など）、電線などの探知にも用いられている。
金属探知機の基本構造は、振動子とコイルから成っており、振動子から発生する交流電流がコイルを通過することによって磁場が発生し、金属がそのコイル付近に接近すると電磁誘導の効果から金属に渦電流が発生し、そこでも交流磁場が発生する。このため、磁場の変化を探知することで金属が探知できるのである。

## 開発の歴史

### 黎明期の金属探知機
金属探知機はかなり古くから使用されている。19世紀の終わりごろ、多くの科学者や技術者が今まで積み上げてきた理論を応用して金属を探知できる機械を開発しようと試みていた。金属鉱山において金属が探知できる機械があれば作業効率が大幅に高まると期待された。初期の金属探知機は出来が未熟であり、また電気の消費量が大きかったので稼動させられる時間はきわめて短かった。
1881年、スコットランドの物理学者で電話の発明者であるアレクサンダー・グラハム・ベルが金属探知機を使って当時のアメリカ合衆国大統領、ジェームズ・ガーフィールドの体内に埋まっている弾丸（彼は銃で肩と胸を撃たれた）を探知しようと試みた。この実験では金属探知機は反応したものの、大統領の横たわるベッドの金属製の縁にも反応を示し弾の探知は失敗に終わり、大統領も銃創からの感染症が原因で銃撃の約2ヶ月後に逝去した（ガーフィールド大統領暗殺事件）。

### 金属探知機の改良
1930年代に入り金属探知機は大きく発展を遂げる。ジェラルド・フィッシャーは電波を用いた航空機の航路管制装置を開発し、これによって霧や悪天候時でも航空機を運用できるようになった。ところが、地中に金属等の鉱物が多く含まれていたり、大工場の屋根などに金属が多く使用されている場所では、電波を金属が吸収して、電波の進行方向を変えてしまうため、この管制装置が使用できなかった。この仕組みを逆に応用したジェラルド・フィッシャーは電波の歪みを探知することで金属を探知する新しい金属探知機を開発した。
1937年に彼は金属探知機の特許を申請し受理された。これは世界初の金属探知機に関する特許であった。この金属探知機は直ぐに実用性が評価され、第二次世界大戦中地雷探知機として使用された。この金属探知機は真空管が装備されており、非常に重くまたバッテリーを別に装備する必要があった。
第二次世界大戦後、余剰となった大量の金属探知機が市場に流れ、遺物の探査などに活用された。ここから、現代の"埋蔵金探し"など金属探知機を利用した趣味的な活動が盛んに行われるようになる。

### 更なる改良
金属探知機の製造メーカーは独自の技術やアイデアを盛り込んでいく。1950年代に創業した米・カリフォルニア州のホワイト・エレクトロニクスは "Oremaster Geiger Counter" という装置を開発した。探知装置の分野でのもう一つのリーディングカンパニーと呼ばれているのが BFO (Beat Frequency Oscillator) の分野で先進的なチャールズ・ギャレットである。
1950～1960年代にトランジスタが開発されたことで金属探知機はより小型軽量となり子供でも扱えるまでになった、また電気回路が改良されたことで小さなバッテリーでも稼動するようになった。これらの革新によって偉大な発見が連発する。太古の金の装飾品、ローマ帝国時代の金庫、宝石で装飾されたダガーナイフ、矢じりといったあらゆる金属製品が土中から探知・発見された。上記の宝の発見によって一夜にして大金持ちになることができる、言わば本物の"魔法の杖"の需要は鰻登りに急増していった。この需要の大きな高まりに答える形でアメリカとイギリスで金属探知メーカーが次々と誕生した。

### 探知技術
その後技術革新が次々と行われ、ほとんどの中小金属探知機メーカーが淘汰されていった。 Goldak,Metrotech,Igwt,Tec, そして最近では Arado などが趣味用（個人の宝探し用）金属探知機の製造から手を引いた。
近年の金属探知機における最も大きな改良点は、誘導平衡 (Induction Balance) システムの開発であり、これは二つのコイルを装備させることで磁界の向きを向かい合わせてゼロ磁場を作り出す。金属物体をコイルに近づけるとゼロ磁場が崩れて、スピーカーから音がでる。金属に交流電流による刺激を与えるとそれぞれ特有の反応を呈することは昔から科学者の知るところであった。それぞれの金属物質は駆動電流に反応して、誘導電流に特有の位相角を呈する。これによって探知する必要のない金属の位相角を除去することで、特定の金属だけを探知できるようになった。
このように技術の発達とともに発達した金属探知機であるが、一方で探知範囲が旧式のものと比べて狭くなるという弊害も発生した。さらに、探知対象となる金属の周辺にはかなりの確率で、鉄などの対象でない物質も存在している。金が、とりわけ純粋でなく合金状態で存在している際、アルミ箔のそれと極めてよく似ている位相角を呈するため、この区別をするための機器の設定は容易ではない。がしかし、貴重な発見や砂浜に埋まって見失ったダイヤモンド指輪を鉄分を含んだ石ころやアルミホイルであると勘違いして素通りしないためにも、十分に探知機のセットアップを行う必要があった。

### パルスインダクション
それまでの誘導平衡型 (Induction Balance) と異なり、パルスインダクション型は高圧の電流をパルスとして地中に発射して金属を探知する。金属の存在しない地面であれば、パルスは一定の速度に従って消失する。金属が存在している場合、パルスが金属を流れるため消失までの時間がわずかに長くなるのでこの差から金属の存在を探知できる。
またこのパルスインダクション型は塩などの鉱物に反応しないため海中での金塊探査などに利用される。また探知範囲（探知できる深さ）が非常に広いという長所もある。一方で、このパルスインダクション型は「金属を探知する」能力に長けている一方で、金属から非鉄(金、銀などのレアメタル)と鉄を判別する能力に乏しいという欠点がある。
しかし探査機器の開発を長年行っていたアイルランドのエリック・フォスターは1983年に金属選別型パルスインダクション金属探知機を開発してそれまで多くの技術者が抱いていた概念を根底から覆した。これはそれぞれの金属が持つパルスへの反応や金属物の大きさから目標の金属だけを探知する回路を装備しており、例えば金の指輪を探している際には金の指輪にだけ反応し、銅の硬貨には反応しない。

### 未来の金属探知機
最新の金属探知機はマイクロチップ技術を応用して高度にコンピューター化されており、探査精度、金属識別、探査速度等を調節すると同時に、別の機会に使用する際に備えて記録しておくことも可能である。僅か10年ほど前と比べて、探知機はより軽くなり、より深く探知できるようになり、電力消費量が減り、さらに金属のより分けがより正確に行えるようになった。
2004年の電子機器発表会では Beat Balance と Coil Coupled Operation という2つの新型モデルが発表された。これらは電子機器評論家であり設計者でもあるトーマス・スカーボローによって開発されたものであり、他に類を見ない単純な設計と良好な感度を備えているという。

## 利用

### 地雷の探知

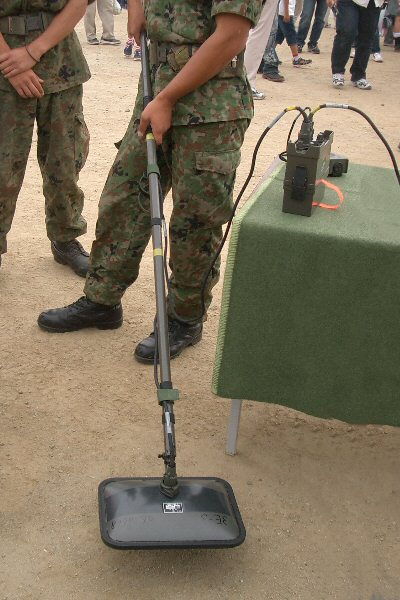
陸上自衛隊の89式地雷探知機

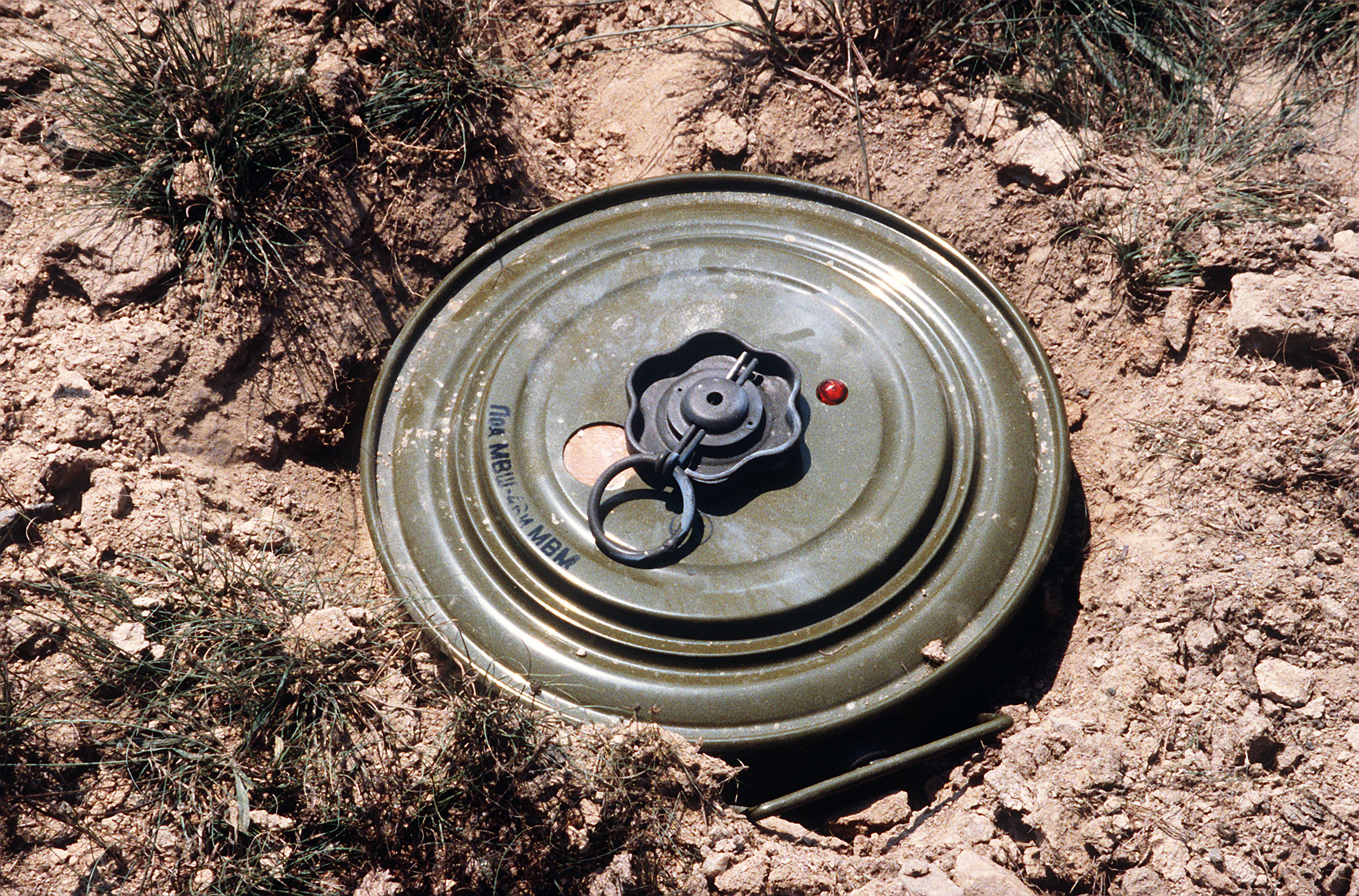
TM-46対戦車地雷

地雷は金属製の容器に爆薬や起爆装置が組み込まれていることが多く、対人、対戦車用ともに金属探知機を用いた地雷除去に広く利用されている。日本の陸上自衛隊は89式地雷原探知機セットを装備しており、カンボジアにおけるPKO活動時に地雷探査等などの支援活動を行った。しかし近年では、これに対抗する形でプラスチックなどの非金属で地雷の外枠を造り、金属探知機では探知できない地雷（非金属性地雷）も使用されている。

### 考古学分野
考古学の専門家や一部の遺物探査を趣味とする人々が歴史的な物体を探査する際に金属探知機が広く使用されている。フランスやスウェーデンでは許可なく金属探知機で遺物の探査を行うことを法律で禁止している。これは遺跡などを保護することを目的としているが、違法に金属探査をする人々がいるのは紛れもない事実である。また、新しい遺跡が発見されても決して公表されない他徹底的な調査が行われない。違法に探知された遺跡では順層が荒された上で装飾品などが盗まれ、それらがブラックマーケットに流れることがある。
イングランドとウェールズでは一部の制限地域（歴史的遺産の保護地区や農業地における環境改善計画地区)を除いた場所では、地主の許可を得られれば宝探しを行うことができる。遺物を発掘した場合はイギリス政府の行っている遺物発見データベース等に届け出ることが望ましい。スコットランドでは状況は異なり古代の装飾物を発見した場合、 bona vacantia の原則に従って持ち主の特定できないあらゆる収集品は王室に所持権が発生する。金属探知機による探査にせよ、考古学調査による結果にせよ、いかなる時代のいかなる収集物もスコットランド国立博物館の重要発掘物諮問委員会を通じて王室に報告される必要がある。この委員会は収集品の扱いを決定する。スコットランドでは歴史的収集物の発掘報告は任意ではなく義務であり、これを怠ったことが発覚した場合刑事罰が下される。
金属探知機が考古学、歴史学において重要な役割を果たし人類の過去を知る大きな手がかりを提供しているということも事実である。かつて戦場であった場所において埋没した金属物体が金属探知機で探り当てられ、研究されている。南北戦争の大激戦地であったアメリカメリーランド州アーティンタムで金属探知機を使用した歴史調査が行われ、その有用性が示された。

### 趣味の分野
上記の考古学探査における密漁(違法な古代の装飾品探査)に近いところがあるが、多くの人が趣味としてコイン探しなどを金属探知機を用いて行う。趣味として使う金属探知機は探知深度が30cmほどと高価な最新式と比べて非常に探知できる幅が狭い。
コイン探し
野球大会など多くの人々が参加する催しの後で落ちて土に埋もれたコインを探したり、もしくは古い硬貨を探したりする。深くのめり込んでいる人にいたっては歴史的に価値のある硬貨を探すために膨大な時間を費やす人もいる。
金塊探し
金塊や銀塊を探す。
歴史的遺物探し
コイン探しに似た要素があるが、この手の発掘作業をする人は歴史的に価値がある物に限定して探査発掘作業を行う他、歴史的発見物の保護にも努める。一般的な成果として古代の硬貨、ボタン、斧の刃、バックルといった物が挙げられる。
トレジャーハンティング
宝が埋まっていると噂されている場所を金属探知機で調査する。日本でも埋蔵金等の在りかを探り当てんとして、金属探知機や大掛かりな重機を導入して発掘作業を行っているトレジャーハンターもいる。
ビーチ漁り
上記のコイン探しに似た要素をもっており、名の通り浜辺で落し物を探して収集する。アメリカのフロリダ州やカリフォルニア州の浜辺では浜辺に落として失われた指輪や硬貨を探す人々がいる。一部の人々は潮の動きや浜辺の侵食も考慮にいれて真剣に探査をするという。
隕石探し
欧米では比較的有名だが、国内でも近年金属探知機を用いて隕石を探すメテオハンターも増えてきた。金属探知機のメーカーによっては隕石の中でも磁力を帯びたものには反応しないものもある。

### 保安検査の分野

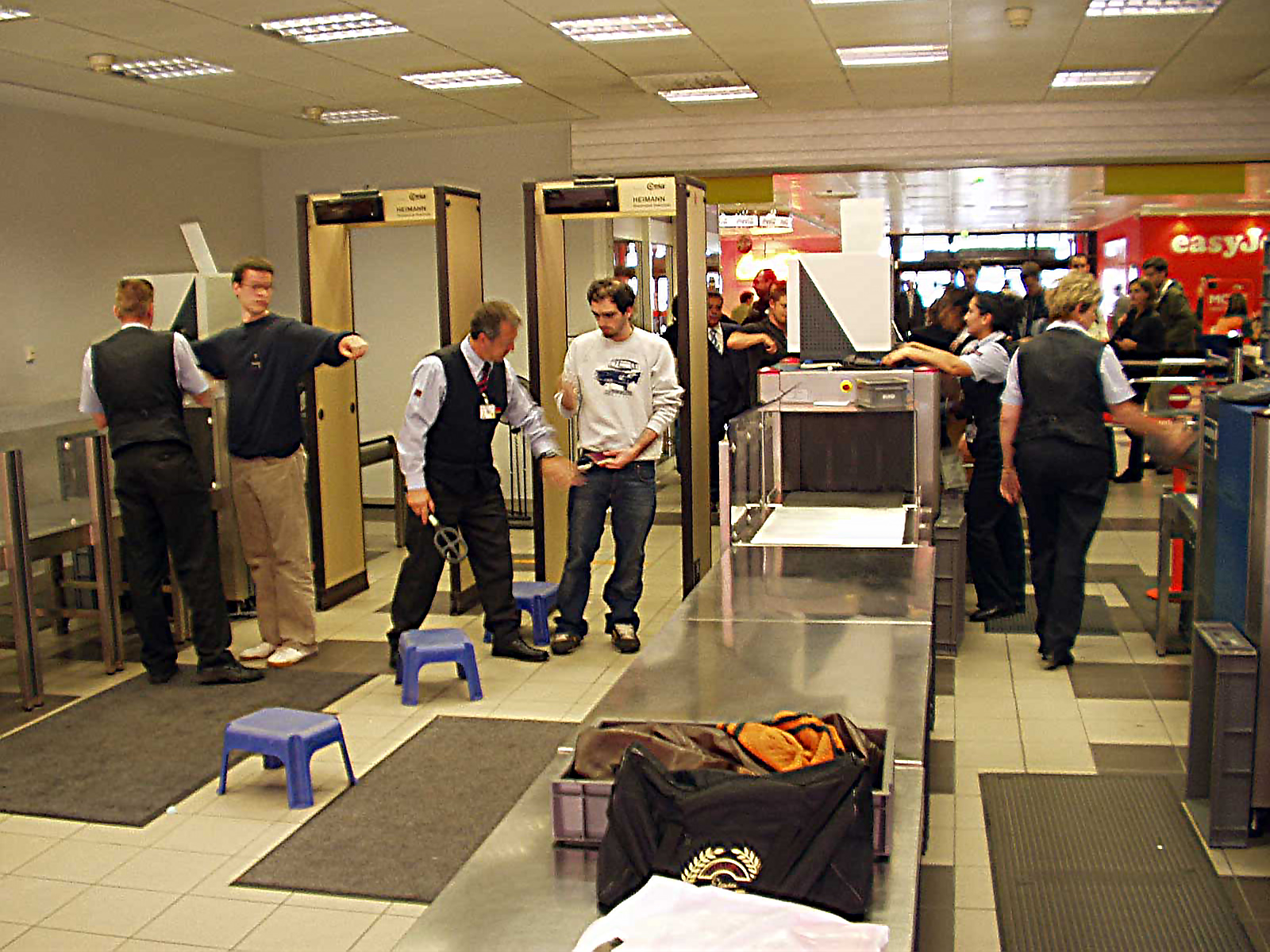
空港のセキュリティーチェック

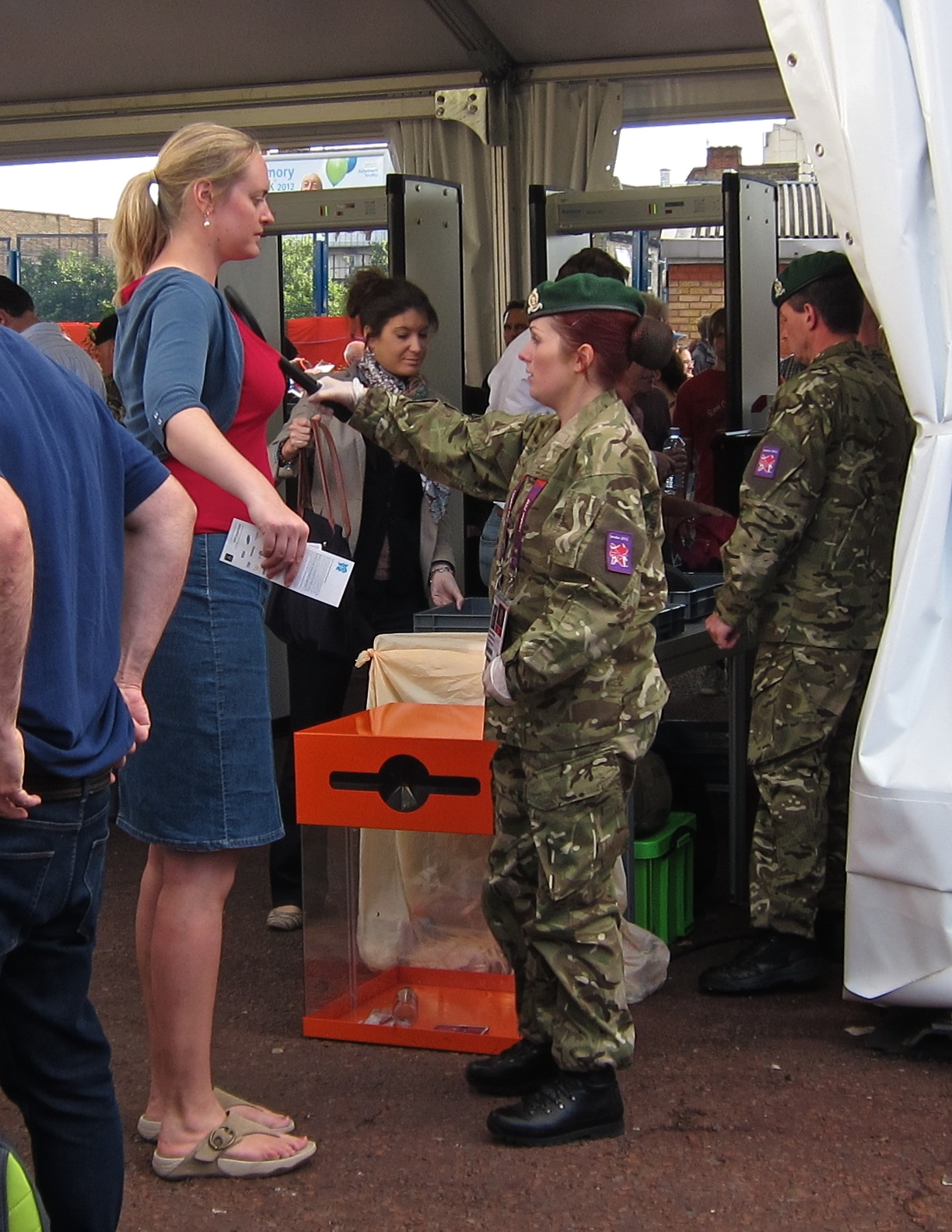
ロンドン五輪会場のエクセル

産業用の金属探知機が1960年代に広く開発、使用されていたが、ハイジャックが多発したことでフィンランドの航空会社が巨大な円筒形の金属探知機を空港に設置して乗客を通し、旅客機に搭乗する前に拳銃やナイフなどの金属製武器を所持していないか手荷物検査を実施するようになった。
当時は産業用を流用したものであったが、セキュリティーチェック専用の金属探知機を開発する企業 (Metor Metal Detectors) がスピンアウトする形で誕生し、今日全ての公共空港にて使われている、一般的な長方形型の金属探知機が開発された。近年では1995年に同社から Metor200 という新しいボディーチェック用金属探知機が開発された。これは金属物体の凡その地面からの高さを感知するため、探知機が反応した後、素早く検査官が手持ちの金属探知機等で原因を調査できる。
なお、心臓ペースメーカーや植え込み型除細動器（ICD）の装着者が空港で搭乗前の保安検査を受ける際には、金属探知機から発生する電磁波が機器の動作に影響を与えるため、金属探知機を用いない方法での検査を受けるようにとのアナウンスがされている。

### 製造業、流通業全般
原料もしくは製造工程において金属製の異物が混入する可能性がある場合、それを検出するために金属探知機が使用される。後述するように食品・衣料品のような生身の人間が直接触れる製品においては特に重要であるが、それ以外の分野でも、再生紙や再生木質ボードの原料に含まれる金属製のクリップや金具は、製品に混入した場合、品質を著しく低下させ、さらに製品を利用する印刷機や電動工具を壊す可能性もある。このため、工場の生産設備には必要な箇所に金属探知機が備えられている。

### 食品安全の分野
食品加工工場において、壊れたり削れたりした機械のかけらや金属片等異物の食品への混入は重大な問題を引き起こす。また、穀物や豆類のように粒子が小さなものは、生産過程で異物が混入しやすい環境にあり、国や業界によって除去のための特別の基準を設けている場合がある。金属探知機はこれらの異物の探知用に製造ラインに組み込まれている。工場で使用される金属探知機は強力であり、心臓ペースメーカーを使用している人が近づいた場合ペースメーカーが誤作動する可能性があるため注意が必要である。

### 衣料分野
服飾産業において、布加工品に金属製の服飾付属品（ボタンやナスカンなど）を取り付ける前に、金属探知機を通すことが広く行われている。工場出荷物や輸入品を再加工したり小売店に引き渡したりする前に、内職的に作業されることが多い。この目的で使われる機器は検針器と呼ばれる卓上のものがよく使われる。